# Tub de dessecació

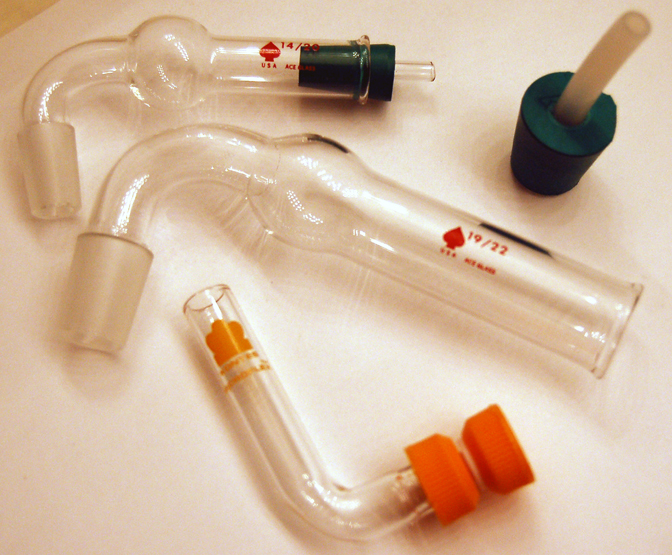
Diferents tipus de tubs de dessecació

Un tub de dessecació, anomenat també tub dessecador i tub de clorur de calci, és un tub de vidre emprat als laboratoris que s'utilitza per dessecar, eliminar el vapor d'aigua, un corrent de gasos que hi circulen de manera contínua pel seu interior. Dins d'ell s'hi diposita una substància dessecant, que tengui molta afinitat per l'aigua, com ara el clorur de calci o el gel de sílice, que absorbeix el vapor d'aigua que conté el corrent de gasos. S'ha de mantenir horitzontal, per la qual cosa normalment té un colze per connectar-lo al recipient on es produeix la reacció. Pot tenir un bulb de seguretat que impideix que el dessecant caigui dins del recipient on es produeix la reacció química. Alguns d'aquests tubs estan dissenyats en forma d'U. Si es pesa abans i després de passar el corrent es pot determinar la quantitat d'aigua que contenia la mescla gasosa.